# فرانشيسكا نونزي
فرانشيسكا نونزي (مواليد 27 ديسمبر 1968) هي ممثلة إيطالية، أشتهرت لدورها في فيلم ترسجردير ومونيلا.

## روابط خارجية
- فرانشيسكا نونزي على موقع IMDb (الإنجليزية)
- فرانشيسكا نونزي على موقع ألو سيني (الفرنسية)
- فرانشيسكا نونزي على موقع قاعدة بيانات الفيلم (الإنجليزية)
- فرانشيسكا نونزي على موقع كينوبويسك (الروسية)